# Fryderyk Wilhelm z Meklemburgii-Schwerinu
Fryderyk Wilhelm Adolf Günther von Mecklenburg-Schwerin (ur. 5 kwietnia 1871 w Schwerinie; zm. 22 września 1897 u ujścia rzeki Łaby niedaleko Cuxhaven) – książę Meklemburgii i Schwerinu, niemiecki, oficer Cesarskiej Marynarki Wojennej.  

## Życie
Fryderyk Wilhelm był pierwszym synem trzeciego małżeństwa wielkiego księcia Fryderyka Franciszka II i jego żony wielkiej księżnej Marii, z domu von Schwarzburg-Rudolstadt. Był też przyrodnim bratem księcia Fryderyka Franciszka, późniejszego kolejnego wielkiego księcia Fryderyka Franciszka III. Od początku przeznaczony był do służby wojskowej, cesarskiej marynarki wojennej. Uczęszczał do gimnazjum w Dreźnie, następnie do wyższej szkoły oficerskiej. 
Po ukończeniu nauki rozpoczął służbę czynną. Pływał na różnych jednostkach. W randze podporucznika został oficerem na torpedowcu S-26. Dnia 22 września 1897 jednostka, na której pływał książę Fryderyk Wilhelm zatonęła w pobliżu Cuxhaven. Książę Fryderyk Wilhelm zmarł. Postać przedwcześnie zmarłego księcia została upamiętniona. Między innymi w Kilonii został wzniesiony pomnik dłuta rzeźbiarza Ludwika Brunowa. 